# CargoLogicAir
CargoLogicAir, Ltd. (CLA) foi uma companhia aérea de carga com sede no Aeroporto Heathrow de Londres. Depois que o contrato da Global Supply Systems com a British Airways World Cargo foi rescindido em janeiro de 2014, a CLA tornou-se efetivamente a única companhia aérea britânica exclusivamente de carga, absorvendo parte da equipe da Global Supply Systems. Recebeu o certificado de operador aéreo (AOC) da Autoridade de Aviação Civil do Reino Unido em dezembro de 2015 e iniciou suas operações logo depois. A frota da companhia aérea de duas aeronaves Boeing 747 e operou serviços de frete regulares e fretados em rotas entre o Reino Unido, Ásia, África e Américas.
A companhia suspendeu temporariamente os serviços em 9 de fevereiro de 2020, devido uma queda na demanda. No entanto, os serviços recomeçaram a 23 de abril de 2020 com a elevada procura de capacidade de carga aérea, mais a queda dos preços do petróleo devido à pandemia de COVID-19. CLA recuperou seu AOC em 22 de abril de 2020 e começou imediatamente com voos de fornecimento de EPI (Equipamento de Proteção Individual) da China para o Reino Unido para o NHS em 23 de abril de 2020. Os voos são operados com seus dois cargueiros Boeing 747-400.

## História

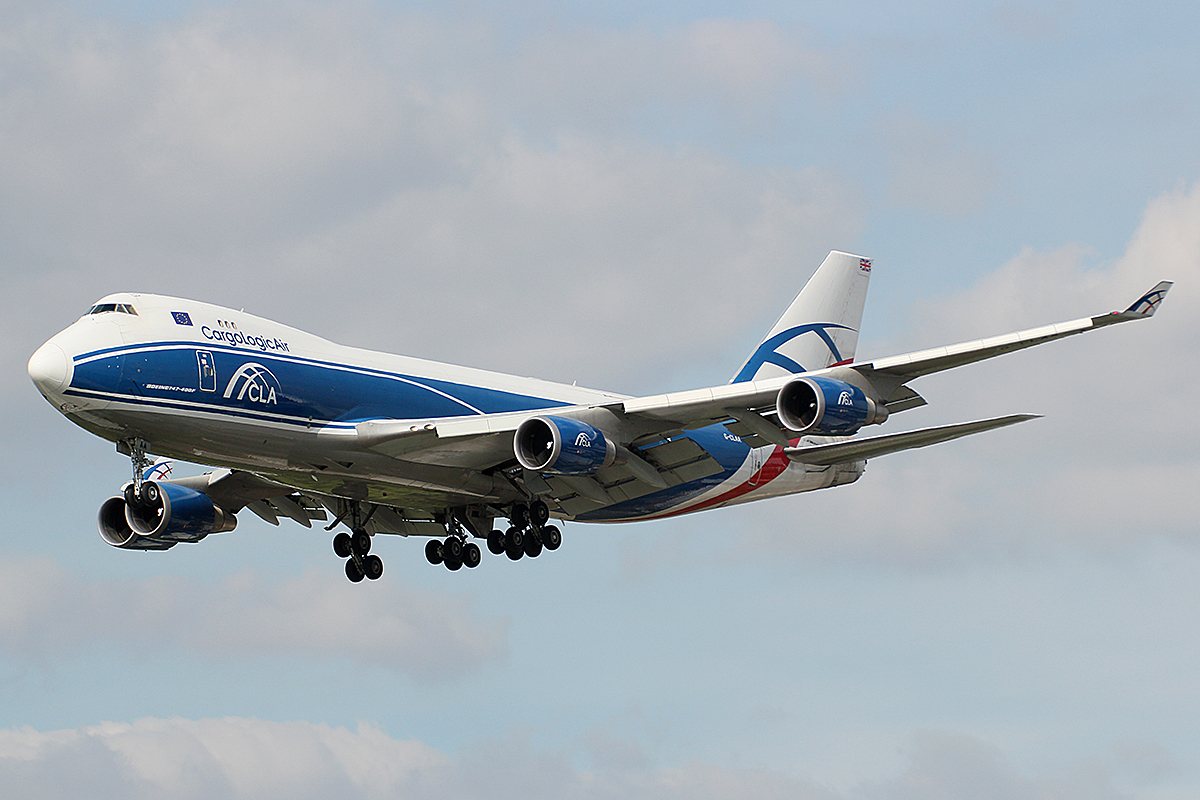
G-CLAA, o primeiro avião da Cargologic

A companhia aérea foi fundada em 3 de março de 2015 e recebeu sua primeira aeronave, um Boeing 747-400F da Aircastle em outubro de 2015.  A Chapman Freeborn Italia se tornou o primeiro cliente de serviço de fretamento da CLA depois de contratá-los em fevereiro de 2016 para entregar 113 toneladas de peças automotivas para Bari, Itália. A CLA iniciou seus primeiros serviços regulares com a AirBridgeCargo Airlines (ABC) por meio de um arrendamento com tripulação de aeronave, tripulação, manutenção e seguro (ACMI). O serviço voou do Reino Unido para a África duas vezes por semana, de 14 de fevereiro de 2016 a 30 de novembro.  
A CLA conquistou sua segunda aeronave e o primeiro Boeing 747-8F no Farnborough Airshow 2016. Com zonas avançadas de temperatura controlada, esta aeronave foi usada para transportar mais de 100 toneladas de flores frescas de Bogotá, Colômbia para o Aeroporto de Londres Stansted para o Dia das Mães em 2017.  Dentro de 18 meses do início das operações, a companhia aérea recebeu seu segundo Boeing 747-400F da AerCap em abril de 2017. Tornando-se a terceira na frota, esta aeronave voou serviços charter por meio de um contrato de arrendamento com tripulação ACMI com a empresa irmã AirBridgeCargo . A CLA pretendia eventualmente ter uma frota central de cinco aeronaves. 
Em 2019, a CLA planejou reduzir suas operações e se reestruturar em resposta ao enfraquecimento das condições do mercado. 
Seu 747-8 e um de seus 747-400s foram devolvidos aos locadores em janeiro de 2020. Em 9 de fevereiro, o CLA suspendeu o restante de sua frota e demitiu parte de sua força de trabalho.   Em 24 de fevereiro de 2020, a companhia aérea anunciou o encerramento de todas as operações até novo aviso. 
A CLA recuperou seu AOC em 22 de abril de 2020 e começou imediatamente com voos de abastecimento da China para o Reino Unido para NHS em 23 de abril de 2020 com seus dois cargueiros B747-400. 

## Destinos
A companhia aérea lançou sua primeira operação programada em 19 de agosto de 2017, com serviços duas vezes por semana do Aeroporto Stansted de Londres para a Cidade do México via Atlanta. A CargoLogicAir também operou voos de Houston para Prestwick e depois para Frankfurt, juntamente com rotas de e para o Aeroporto Doncaster em Sheffield. 

## Frota
A frota da CargoLogicAir consistia em: 
| Aircraft           | Em Serviço |
| ------------------ | ---------- |
| Boeing 747-400FSCD | 1          |
| Boeing 747-400ERF  | 1          |
| Total              | 2          |